# Шопкиня
Шопкиня е музикален албум от 1994 г. на Панайот Панайотов. Албумът съдържа песните:
- Шопкиня
- Охридското езеро
- Китка от популярни песни – Обич, Бащината къща, Горчиво вино
- Спомен за една любов
- Хей, циганко
- Тамбуро моя
- Момчето, което говори с морето
- Морето ме очаква
- Здравей, обич моя
- Любовта ни (с Росица Кирилова)